# Anton Jules

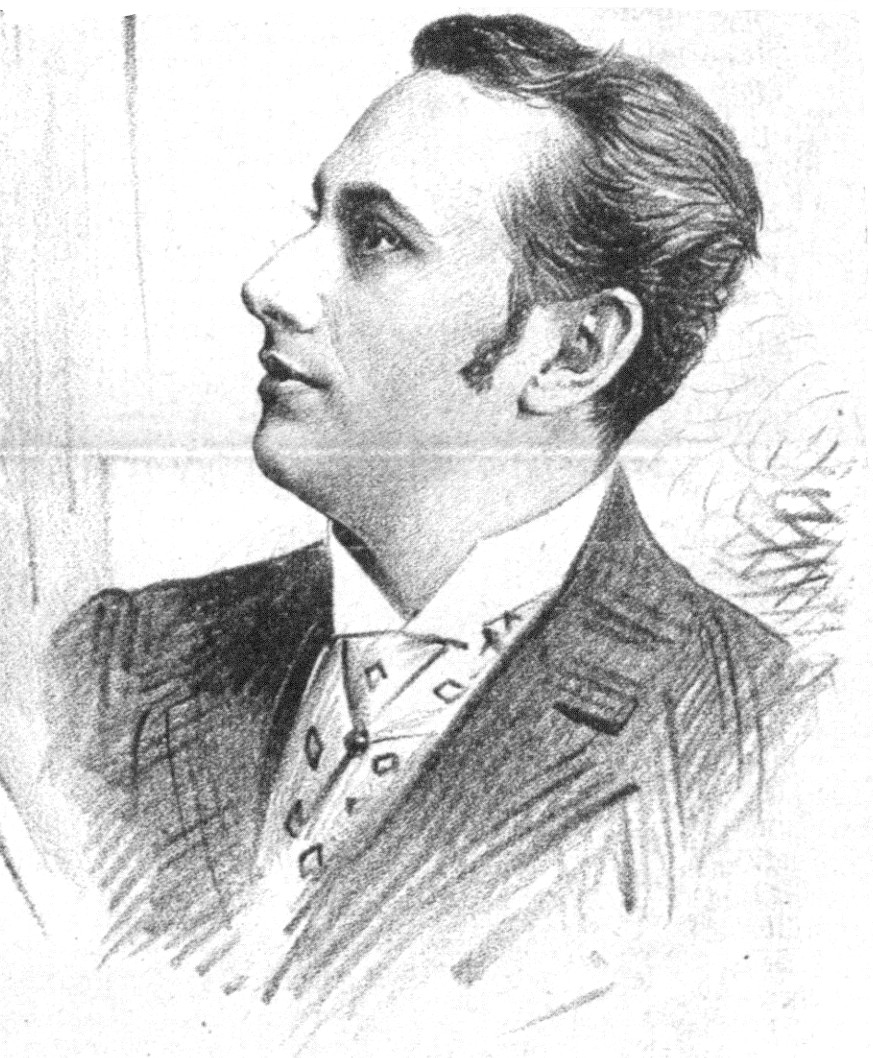
Anton Jules im Jahre 1894

Anton Jules, eigentlich Anton Julisch, (* 24. August 1860 in Brünn; † 2. August 1913 in Wien) war ein mährischer Theaterschauspieler und Regisseur.

## Leben
Jules, der Sohn eines Tanzlehrers, begann 1879 als Statist seine Bühnentätigkeit in Brünn, kam dann zum Ballett (1880 bis 1881), war hierauf in Klagenfurt, Pest, Olmütz, Reichenberg und anderen Orten immer im charakterkomischen Fache tätig, wirkte sodann von 1888 bis 1898 am Stadttheater in Graz, von wo er ans Carltheater in Wien berufen wurde, 1900 übersiedelte er ans Raimundtheater. Seine letzte Wirkungsstätte war das Wiener Bürgertheater, dessen Oberregisseur er wurde.
Anton Jules war bereits bei seinem Abgang aus Graz lungenleidend und bisweilen stimmlich eingeschränkt gewesen, übte jedoch, den Tod in der Brust, seinen Beruf noch Jahre erfolgreich aus. Seine Ehefrau Betty und sein erwerbsunfähiger Sohn dürften nach seinem Tod durch Freunde des wenig bemittelten Künstlers finanziell unterstützt worden sein. Jules’ Nachfolger am Bürgertheater wurde Fritz Werner (1871–1940).
Seine Schwester war die Theaterschauspielerin Hermine Jules (1850–1901).